# Consell General de Cantal

Logo del Consell General

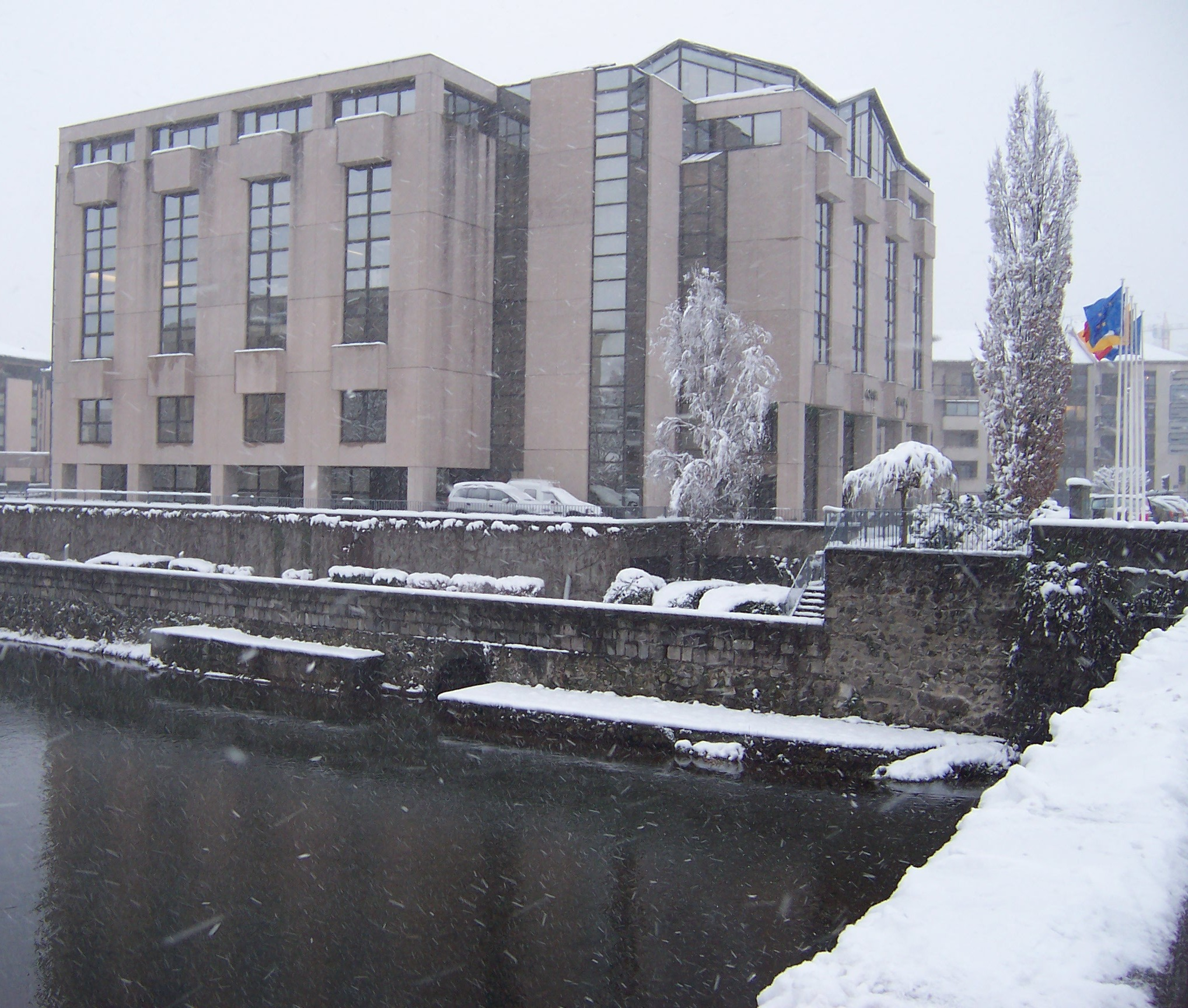
Seu del consell general, al centre d'Orlhac.

El Consell General de Cantal (en occità Conselh Generau dau Cantal) és l'assemblea deliberant executiva del departament francès de la Cantal, a la regió d'Alvèrnia-Roine-Alps.
La seu es troba a Orlhac i des de 2001 el president és Vincent Descœur (UMP).

## Antics presidents
- Pierre Raynal
- Roger Besse (1988-2001)

## Composició
El març de 2008 el Consell General dels Cantal era constituït per 27 elegits pels 27 cantons del Cantal.
| Partit                        | Sigles | Electes |
| ----------------------------- | ------ | ------- |
| Oposició (7 escons)           |        |         |
| Partit Socialista             | PS     | 5       |
| Divers Gauche                 | DVG    | 2       |
| Majoria (11 escons)           |        |         |
| Moviment Demòcrata            | MoDem  | 20      |
| Divers Droite                 | DVD    | 6       |
| Unió pel Moviment Popular     | UMP    | 13      |
| Moviment Demòcrata            | MoDem  | 1       |
| President del Consell General |        |         |
| Vincent Descœur (UMP)         |        |         |